# ASK Chemicals
ASK Chemicals (Ashland-Südchemie-Kernfest GmbH) ist ein deutscher Chemiekonzern und ein globaler Anbieter von industriellen Hochleistungsharzen und -materialien.  Die Produkte des Unternehmens kommen hauptsächlich in Gießereien und bei der Herstellung von Schleifmitteln, feuerfesten Materialien, Papierimprägnierung, Beschichtungen, Isolierung und Verbundwerkstoffen zum Einsatz.
Das Unternehmen entstand 2010 durch Zusammenschluss der Gießereisparten der Ashland Inc. und der Süd-Chemie. 2014 wurde er an die Rhône Group verkauft.
2021 übernahm ASK Chemicals von SI GROUP das Industrieharzgeschäft.
ASK Chemicals produziert verschiedene Harze (z. B. Furanharze), Schlichten, Trennmittel, Binder und weitere Produkte.
Das Unternehmen besitzt Standorte in Deutschland, Spanien, Tschechien, Brasilien, der Volksrepublik China, Japan, Korea und den USA. Der Hauptsitz befindet sich in Hilden bei Düsseldorf.

## Werke (Auswahl)
- Wülfrath ()
- Hilden ()
- Fuldabrück ()
- Bendorf
- Gebze, Türkei
- Puerto de Bilbao, Spanien
- Rio Claro, Brasilien
- Ranjangaon, Indien
- Kurkumbh, Indien
- Johannesburg, Süd-Afrika
- El Carmen, Mexiko
- Cleveland, USA
- Alfred, USA
- Dublin, USA